# Stefan Kolle
Stefan Reinhard Bruno Kolle (* 27. April 1962 in Wuppertal; † 13. September 2017 auf Ibiza) war ein deutscher Werber und Gründer der Hamburger Werbeagentur Kolle Rebbe.

## Leben
Stefan Kolle studierte an der Hochschule der Künste in Berlin. Nach Stationen als Texter in Wien und Hamburg gründete er 1994 mit seinem WG-Mitbewohner aus Studentenzeiten, Stephan Rebbe, die Werbeagentur Kolle Rebbe. Die Agentur schuf Kampagnen für TUI, Bionade, Otto, Google und Netflix. Zur Fußball-Weltmeisterschaft 2014 ließ Kolle eine Boeing 747-8 des Agenturkunden Lufthansa mit dem Schriftzug „Siegerflieger“ bekleben – in der Maschine kamen die Weltmeister nach Berlin.
Kolle galt als einer der wichtigsten kreativen Köpfe der deutschen Werbebranche. Postum wurde Kolle im November 2017 in die „Hall of Fame der deutschen Werbung“ aufgenommen. Die Agentur Kolle Rebbe hat rund 290 Mitarbeiter und machte 2016 nach eigenen Angaben einen Umsatz von 34,8 Millionen Euro. Stefan Kolle starb überraschend in der Nacht auf den 13. September 2017 auf der Insel Ibiza.
Im Jahr 2011 gründete Kolle die Naturkosmetikmarke Stop the water while using me, die 2020 von Beiersdorf übernommen wurde. Im Juli 2023 gab der Konzern bekannt, die Marke einzustellen. Die auf Hotel- und Online-Geschäft spezialisierten Produkte hätten etwa wegen der Pandemie nicht nachhaltig wachsen können.
Kolle war verheiratet und hatte zwei Kinder.